# Midway, Novi Meksiko
Midway je popisom određeno mjesto i neuključeno područje u okrugu Chavesu u američkoj saveznoj državi Novom Meksiku. Prema popisu stanovništva SAD 2010. ovdje je živjio 971 stanovnik. 

## Zemljopis
Nalazi se na 33°17′41″N 104°27′2″W / 33.29472°N 104.45056°W 
Prema Uredu SAD-a za popis stanovništva, zauzima 6,4 km2 površine, sve suhozemne.
14 km jugoistočno je od središta Roswella, sjedišta okruga Chavesa. Autocesta 285 je zapadni rub ovog naselja, a vodi prema sjeveroistoku ka Rosweelu i prema jugu ka 53 km udaljenoj Artesiji. Državna cesta Novog Meksika br. 2 prolazi kroz središte naselja, a s autocestom 285 spaja se na sjeverozapadnom kutu Midwaya i vodi ka 24 km jugoistočno udaljenom Hagermanu.
Drugo ime za Midway bilo je Cumberland.

## Stanovništvo
Prema podatcima popisa 2010. ovdje je bio 971 stanovnik, 323 kućanstava od čega 243 obiteljska, a stanovništvo po rasi bili su 61,2% bijelci, 1,2% "crnci ili afroamerikanci", 0,7% "američki Indijanci i aljaskanski domorodci", 0,6% Azijci, 0,0% "domorodački Havajci i ostali tihooceanski otočani", 33,1% ostalih rasa, 3,2% dviju ili više rasa. Hispanoamerikanaca i Latinoamerikanaca svih rasa bilo je 67,3%.